# Microsoft Baseline Security Analyzer
Microsoft Baseline Security Analyzer je bezpečnostní nástroj společnosti Microsoft pro kontrolu chybějících bezpečnostních aktualizací a doporučených nastavení produktů společnosti Microsoft. Microsoft Baseline Security Analyzer provádí kontrolu chybějících aktualizací zabezpečení (security fix), rychlých oprav (hotfix) a servisních balíčků (Service Pack) s pomocí použití technologií Microsoft Update.
MBSA také kontroluje bezpečnostní rizika v konfiguraci (označovaných také jako hodnocení zranitelnosti – Vulnerability Assessment) použitím seznamu známých méně bezpečných nastavení a konfigurací pro všechny verze Windows, Internet Information Server (IIS), SQL Server, Internet Explorer (IE), Office, SharePoint, Exchange, Windows Small Business Server (SBS) a dalších produktů společnosti Microsoft. MBSA neprovádí kontrolu a neoznamuje chybějící aktualizace netýkající se bezpečnosti, nástroje nebo ovladače.
Nástroj zahrnuje grafické prostředí a podporuje také spouštění z příkazové řádky, skriptování, a podporuje místní a vzdálený scan systémů Microsoft Windows.

## Omezení MBSA
- MBSA podporuje pouze scénář nasazení SharePoint Server na jednom serveru. MBSA není schopen ověřit chybějící aktualizace u řešení farmy serverů SharePoint.
- MBSA nijak neověřuje zranitelnost účtu Microsoft (Microsoft Account) v systémech Windows 8/8.1.

## Microsoft Office Visio 2007 Connector
Pro MBSA existuje doplněk do aplikace Visio, který je schopen na základě provedeného scanu sítě vygenerovat diagram sítě včetně stavu všech zařízení.

## Novinky v Microsoft Baseline Security Analyzer verze 2.3
Nová verze MBSA 2.3 přináší pouze minoritní změny jako jsou podpora novějších systémů Windows 8.1/Windows Server 2012 R2 a také opravy drobných chyb, které nahlásili uživatelé. Tak jako předchozí vydání MBSA, zahrnuje instalaci pro 64bitové systémy,